# Spoorlijn Eauze - Auch
De spoorlijn Eauze - Auch was een Franse spoorlijn van Eauze naar Auch. De lijn was 56,5 km lang en heeft als lijnnummer 646 000.

## Geschiedenis
De lijn werd in gedeeltes geopend door de Compagnie des Chemins de fer du Midi, van Castéra-Verduzan naar Auch op 2 mei 1909 en van Eauze naar Castéra-Verduzan op 1 juni 1924. Reizigersvervoer werd op 15 mei 1939 opgeheven, goederenvervoer 3 juni 1952. Vervolgens is de lijn volledig opgebroken.

## Aansluitingen
In de volgende plaatsen is of was er een aansluiting op de volgende spoorlijnen:
Eauze
RFN 643 000, spoorlijn tussen Port-Sainte-Marie en Riscle
Castéra-Verduzan
RFN 645 000, spoorlijn tussen Condom en Castéra-Verduzan
Auch
RFN 647 000, spoorlijn tussen Bon-Encontre en Vic-Bigorre
RFN 648 000, spoorlijn tussen Saint-Agne en Auch